# Tsogni
Tsogni è un centro abitato del Gabon, situato nella provincia di Nyanga.